# 董善明
董善明，8世纪南诏工艺师，叶榆（今云南大理市）人。
董善明在唐玄宗天宝年间，主持铸造崇圣寺（在大理古城西北的点苍山莲花峰下）雨铜观音巨像，置于崇圣寺千寻塔观音殿中。像高二十四尺。据谢肇淛《滇略》记载，“蒙氏董善明者，吁天愿铸，是夕天雨铜，取以铸像”，于是称之为雨铜观音。当时南诏崇尚佛教，崇拜观音菩萨，“合十六国铜所铸也”。像成，“如吴道子所画，细腰跌足”，全身鎏金，光芒四射，铸造、雕刻技艺精湛。清朝咸丰、同治年间，崇圣寺遭火灾。铜像的两手及衣角受损。光绪二十二年（1896年），由大理提督蔡标组织修复。因时代久远，缺乏当时详实记载，铸像时间有不同说法。